# Sainte-Hélène (Morbihan)
Sainte-Hélène é uma comuna francesa na região administrativa da Bretanha, no departamento de Morbihan. Estende-se por uma área de 8,08 km². Em 2010 a comuna tinha 1 285 habitantes (densidade: 159 hab./km²).